# Lista de telenovelas exibidas pela TV Aparecida
Esta é uma lista de telenovelas exibidas pela TV Aparecida, uma rede de televisão brasileira de conteúdo religioso e de entretenimento, que transmitiu algumas telenovelas entre 2017 a 2019, sempre em dois horários, 19h e 22h30/22h.

## Telenovelas exibidas na TV Aparecida
Para uma programação especial dos 300 anos de Nossa Senhora Aparecida, através de um contrato inédito assinado com a TV Globo em outubro de 2016, a TV Aparecida anunciou, em novembro, a exibição na íntegra da telenovela A Padroeira , que foi exibida entre 17 de abril de 2017 em dois horários: 19h e 22h30, e seu último capítulo sendo exibido em 22 de dezembro de 2017, com reprise no dia 23, um dia antes da vespéra de natal. Sua substituta, O Direito de Nascer, com co-produção original da produtora JPO com o SBT, em 1997, com exibição original em 2001, começou a ser exibida em 14 fevereiro de 2018 e encerrou em 8 de agosto de 2018. Entre a novela O Direito de Nascer e a novela venezuelana Coração Esmeralda, foi exibida, de 9 de agosto a 15 de setembro, a série italiana Mistérios no Convento.

## Telenovelas Brasileiras

#### 19h com reprise às 22h30/22h
| # | Título              | Início                  | Término                | Autoria         | Diretor       | Horário original | Ano de exibição | Cap. | Emissora original | Ref.        |
| - | ------------------- | ----------------------- | ---------------------- | --------------- | ------------- | ---------------- | --------------- | ---- | ----------------- | ----------- |
| 1 | A Padroeira         | 17 de abril de 2017     | 22 de dezembro de 2017 | Walcyr Carrasco | Roberto Talma | 18h              | 2001            | 215  | TV Globo          | [ 1 ] [ 2 ] |
| 2 | O Direito de Nascer | 14 de fevereiro de 2018 | 08 de agosto de 2018   | Aziz Bajur      | Roberto Talma | 18h15            | 2001            | 125  | SBT               | [ 3 ]       |

## Telenovela Estrangeira

#### 19h com reprise às 22h
| # | Título            | Início                 | Término                 | Autoria                   | Diretor          | Horário original | Ano de exibição | Cap. | Emissora original | País      | Ref.  |
| - | ----------------- | ---------------------- | ----------------------- | ------------------------- | ---------------- | ---------------- | --------------- | ---- | ----------------- | --------- | ----- |
| 1 | Coração Esmeralda | 17 de setembro de 2018 | 23 de fevereiro de 2019 | Vivel Nouel Zarett Romero | José Luiz Zuleta | 21h (Venezuela)  | 2014            | 134  | Venevisión        | Venezuela | [ 4 ] |